# حزب الفضيلة (تركيا)
حزب الفضيلة (بالتركية: Fazilet Partisi)‏ حزب إسلام سياسي تأسس في ديسمبر 1998 وتم حظره في في 2001 بعد أن أصدرت المحكمة الدستورية العليا في أنقرة حكماً يوم 22 يونيو 2001 يقضي بإغلاق الحزب وحظر نشاطه بعد اتهامه بانتهاك الدستور ليصبح رابع حزب له توجه إسلامي يحظر نشاطه خلال الثلاثين عاماً الماضية بعد حظر أحزاب النظام الوطني والرفاه التي كان يتزعمها جميعاً الزعيم الإسلامي نجم الدين أربكان.
فاز في الانتخابات التركية وكون الحكومة ورأس حكومته السياسي التركي الإسلامي نجم الدين أربكان وحذر بتهمة محاولة إنشاء دولة إسلامية في تركيا وتهديد نظامها العلماني الذي أسسه كمال أتاتورك.
وكانت قد دخلت علي قائمته الي البرلمان مروة قاوقجي؛ المرأة الوحيدة المحجبة في البرلمان وتم إسقاط عضويتها لرفضها خلع الحجاب وإسقاط جنسيتها التركية ونفيها خارج البلاد.

## وصلات خارجية
- رجائي كوتان - رئيس حزب الفضيلة التركي: إغلاق حزب الفضيلة وأثره على الاستقرار السياسي في تركيا، برنامج بلا حدود، قناة الجزيرة، 27 يونيو 2001م